# Armand Călinescu
Armand Călinescu (Piteşti, 4 de junho [ jul. 22 de maio] de 1893 — Bucareste, 21 de setembro de 1939) foi um político e economista romeno que foi primeiro-ministro de março de 1939 até seu falecimento. Ele foi um ferrenho oponente da Guarda de Ferro fascista e pode ter sido o verdadeiro poder por trás do trono durante a ditadura do rei Carol II. Ele sobreviveu a várias tentativas de assassinato, mas foi finalmente morto por membros da Guarda de Ferro com ajuda alemã.

## Primeiros anos
Nascido em Piteşti, filho de Mihai Călinescu, um veterinário do exército romeno, que era dono de terras e relativamente rico.
Após frequentar o ginásio e o liceu em sua cidade natal, entre 1912 e 1918 estudou Direito e Filosofia na Universidade de Bucareste, e posteriormente obteve o Ph.D. em Economia e Ciências Políticas pela Universidade de Paris.

## Carreira
Entrou no Parlamento romeno em 1926 como membro do Partidul Național Țărănesc (PNŢ). Mais tarde, entre outras coisas, foi vice-ministro da Agricultura e subsecretário de Estado do Ministério do Interior e, como tal, foi responsável por medidas repressivas contra o Partido Comunista e a Guarda de Ferro fascista.
Depois de aceitar a nomeação como Ministro do Interior no governo de Otaviano Goga, pelo qual foi expulso do PNŢ, também ocupou vários cargos ministeriais no governo subsequente de Miron Cristea a partir de 1938, incluindo os cargos de Vice-Primeiro Ministro e Ministro da Defesa. . Após a morte de Cristea, ele foi nomeado pelo rei Carlos II como seu sucessor como primeiro-ministro da Romênia em 7 de março de 1939, e manteve o cargo de ministro da Defesa. Em dezembro de 1938, Călinescu foi membro fundador do Frontul Renaşterii Naţionale, que estabeleceu o governo de partido único com a aprovação do rei. Em termos de política externa, orientou-se em meio à crise europeia que levou à Segunda Guerra Mundial. Durante a invasão da Polônia, ele permitiu que o exército polaco se retirasse para o território romeno.
Călinescu foi considerado pela Guarda de Ferro um dos principais responsáveis pela repressão deste grupo e, em particular, pela prisão e execução extrajudicial do seu líder Corneliu Codreanu e de vários dos seus seguidores em Novembro de 1938.

## Assassinato
Ele foi assassinado em Bucareste em 21 de setembro de 1939 por instigação do sucessor de Codreanu, Horia Sima, por membros da Guarda de Ferro. Esta foi a última de várias tentativas de assassinato, incluindo um ataque ao Ateneu Romeno e o bombardeio de uma ponte sobre o rio Dâmbovița, ambos frustrados pela polícia.
 

Parece que a ação foi realizada com aprovação e assistência alemã.